# Overijsselse Vecht

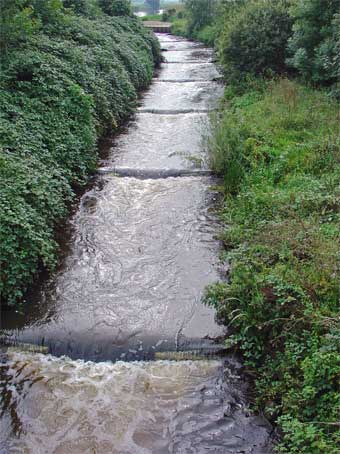
Vistrap bij de stuw in de Vecht bij Junne

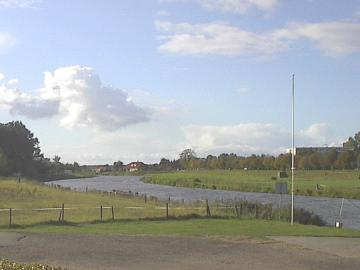
De Vecht bij Ommen

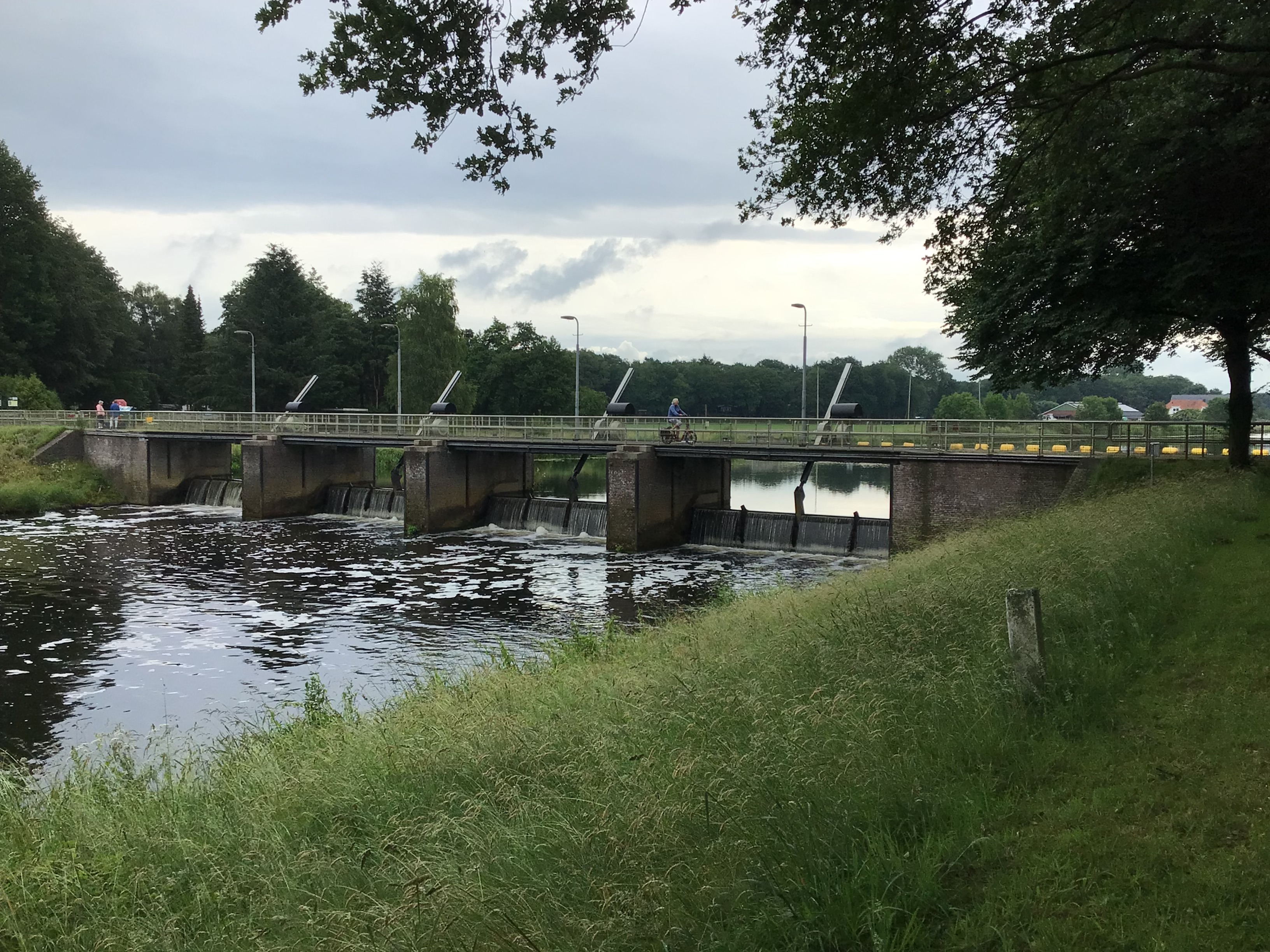
De stuw bij Vilsteren

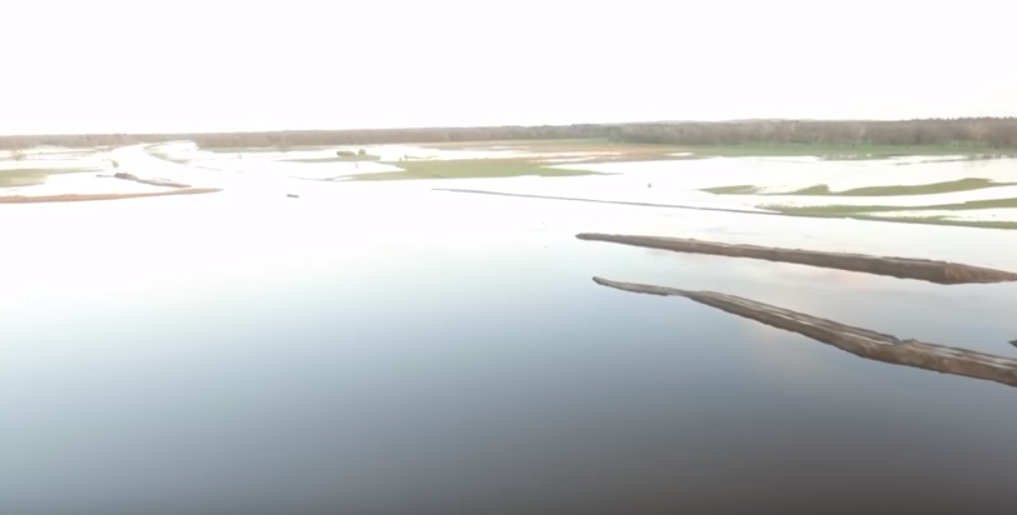
De Overijsselse Vecht bij een debiet van ongeveer 200 m³/s (2010)

De Overijsselse Vecht (Nedersaksisch en Duits: Vechte) is een regenwaterrivier in Duitsland en Nederland. Zij is 167 kilometer lang waarvan 60 km in Nederland. Haar oorsprong ligt in het Münsterland en zij mondt bij Zwolle in het Zwarte Water. Het stroomgebied van de Overijsselse Vecht beslaat 3780 km². De eerste schriftelijke vermelding van de Overijsselse Vecht stamt uit omstreeks 1232 en staat in het geschrift Narracio.

## Loop van de rivier
In het Münsterland liggen verschillende bronnen van de Overijsselse Vecht. Zo wordt een bron gevormd door de slotgracht van het Kasteel Darfeld. Over een andere bron gaat de sage dat rond het jaar 400 prins Vechtan er bij het oversteken verdronken zou zijn. Zijn naam leeft voort in de naam van de rivier. Belangrijke zijrivieren die zich bij de Overijsselse Vecht voegen zijn de  46 km lange, langs Slot Burgsteinfurt stromende, Steinfurter Aa, de Dinkel, het afwateringskanaal bij Gramsbergen, dat de functie van de Kleine Coevordense Vecht heeft overgenomen waar een deel van Zuidoost-Drenthe op afwatert, en de Regge.
Belangrijke plaatsen en gemeenten langs de Overijsselse Vecht zijn: Metelen, Wettringen, Schüttorf, Brandlecht, Nordhorn, Neuenhaus, Hoogstede, Emlichheim, Gramsbergen, Hardenberg, Mariënberg, Ommen, Vilsteren, Dalfsen en Zwolle.

### Het Vechtdal
In Nederland stroomt de Overijsselse Vecht tussen de hoger gelegen regio's Drenthe en Twente door langs de zuidzijde van een voor deze rivier opvallend breed dal. Het oorspronkelijke dal van de Oer-Vecht is gevormd in de voorlaatste ijstijd (het Saalien). Smeltwater dat ten zuiden van het landijs naar het westen stroomde, heeft zich diep in het landschap ingesneden. Fluvioglaciale zanden hebben dit oerstroomdal later voor een groot deel opgevuld. Door afsnoering van de erosiedalen in het Weichselien bleef ook in het Holoceen de afwatering moeilijk. In de hierdoor ontstane afgesnoerde meertjes ontwikkelde zich veen.
Aan de noordzijde van dit oerstroomdal loopt nu de Reest, die zijn oorsprong had in het uitgestrekte veen. In de Middeleeuwen ontstond op de zandgronden van de Vecht een esdorpenlandschap. Op de hoger gelegen ruggen ontstonden bij de dorpen akkerbouwcomplexen, de zogenaamde essen. Deze essen werden grotendeels bemest met mest van schapen die op de verder van de rivier gelegen heidevelden graasden. Deze mest werd in de potstal gecombineerd met heideplaggen en vervolgens op de essen gebracht. Daardoor ontstond er op de essen een, op sommige plekken meer dan een meter dikke, laag zeer vruchtbare grond. Bovendien werd het reliëf op deze manier verder versterkt. Langs de rivier lagen de graslanden (deels hooi-, deels weidegrond). Het dal tussen de hoger gelegen essen in is het Vechtdal in smallere zin.
Met de invoering van kunstmest werden de heidevelden ontgonnen en de gemeenschappelijke gronden verdeeld. Ook werden in de 19e en 20e eeuw de veengronden in het brede Vechtdal afgegraven.
Het Vechtdal in smallere zin valt grotendeels binnen de Ecologische Hoofdstructuur (zie Natuurbescherming). De natuurwaarden bestaan voor een deel uit rivierduincomplexen die zich binnen afgesneden meanders van de Overijsselse Vecht bevinden. Hier groeit bijvoorbeeld de steenanjer. In 2003 is op een rivierduincomplex ook de bergnachtorchis gevonden. De lager gelegen hooilanden herbergen enkele bijzondere planten. Hier groeit bijvoorbeeld het lange ereprijs. Deze plant is in het Vechtdal algemeen, maar daarbuiten zeldzamer. Op de voormalige heidevelden liggen relatief grote boscomplexen als Boswachterij Hardenberg, Boswachterij Ommen, Landgoed Junne, Landgoed Eerde en Eerder Achterbroek. In de boscomplexen de Rheezerbelten en de Beerzerbulten liggen hoge duinen. De Rheezerbelten waren het gevolg van te intensief gebruik van de heidevelden waardoor een grote verstuiving optrad die de essen begonnen te bedreigen. Men poogde de dreiging te keren door er eikenhakhout op aan te planten. Bij de monding van de Overijsselse Vecht groeit de kievitsbloem in graslanden. Samen met de groeiplaatsen van deze plant langs het Zwarte water is dit de belangrijkste groeiplaats van deze plant in Nederland.

## Afvoer
De Vecht is een echte regenrivier en heeft daardoor een zeer fluctuerende afvoer. In de zomer kan een afvoer van slechts enkele m³/s voorkomen, terwijl in de wintermaanden een afvoer van 100 tot 200 m³/s zeker niet ongebruikelijk is.

## Betekenis voor de scheepvaart
De Overijsselse Vecht heeft, tot ver in de 19e eeuw, een belangrijke rol gespeeld in de scheepvaart. De rivier kende een onregelmatig debiet, waardoor in de zomermaanden de waterstand weleens extreem laag kon zijn. De rivier was eigenlijk alleen goed bevaarbaar in de waterrijke tijd, ongeveer van oktober tot april. In de zomermaanden viel de rivier bijna droog en lag de scheepvaart soms weken achtereen stil. Bovendien was de rivier erg bochtig. De vaartijd van Zwolle naar Nordhorn was ongeveer zes dagen, terwijl een schipper in twee dagen van Amsterdam naar Zwolle voer. De zompen die men daarvoor gebruikt waren hieraan aangepast zodat men zo lang mogelijk door kon varen. Bij een te lage waterstand werden er door de schippers dammetjes in de rivier opgeworpen. Zodra er voldoende water was verzameld, stak men de dam door en kon men weer (een stuk) verder varen. Dit was overigens op alle rivieren in Oost-Nederland een gangbare praktijk: het varen daar waar geen water was.
Over de Vecht werd veel Bentheimer zandsteen, dat een belangrijk bouwmateriaal was, vervoerd. Bij de grens moesten hoge tolgelden worden betaald. Om deze te ontlopen werd er door de schippers veel gesmokkeld. Er zijn veel voorbeelden bekend: zijden spek werden tegen het boord gespijkerd en schinken werden aan een touw onder water meegetrokken. Werd een schipper betrapt, dan werden lading en schip verbeurd verklaard. Tegen betaling kon hij ze dan terug kopen. Wie het geld niet beschikbaar had, werd door andere schippers geholpen.
Om de vaartijd naar Zwolle te verkorten werd rond 1600 de Nieuwe Vecht gegraven. Zwolle had namelijk het stapelrecht op alle goederen die over de Overijsselse Vecht werden vervoerd. In het midden van de 19e eeuw kwamen het kanaal de Dedemsvaart en zijn zijtak de Lutterhoofdwijk gereed. Zij vormden een kortere vaarweg tussen Coevorden en Zwolle en dat betekende dat het belang van de Overijsselse Vecht als vaarweg verminderde.

## Waterwerken
In 1908 werd de rivier gekanaliseerd en werden er veel bochten afgesneden. In Nederland daalde haar lengte daardoor van 85 naar 60 kilometer. Door deze en andere waterwerken daalde het water in de rivier naar een laag niveau en moest men in 1920 besluiten om stuwen te bouwen. Dat werden er zeven: De Haandrik, Ane (inmiddels afgebroken) Hardenberg, Diffelen (bij Mariënberg), Junne (iets ten oosten van Ommen), Vilsteren en Vechterweerd (bij buurtschap Marshoek, tussen Dalfsen en Zwolle).
Tot 2019 was de rivier vanaf de stuw bij Junne tot de monding bij Zwolle bevaarbaar voor schepen. Dat kwam doordat de stuwen benedenstrooms van Junne wel schutsluizen hadden en de stuw bij Junne zelf niet. In 2018 zijn twee nieuwe schutsluizen gebouwd bij Junne en Mariënberg; vanaf 2019 werd de Vecht daardoor weer bevaarbaar vanaf de Duitse grens. Verder stroomopwaarts hebben de stuwen wel weer schutsluizen tot de stuw bij De Haandrik die ook een kleine waterkrachtcentrale heeft. Dit is de enige van deze sluizen die nog bediend wordt: eenmaal per jaar om de boot van Sinterklaas door te laten. In de jaren 60 is er aan de Duitse kant van Brandlecht tot aan de Nederlandse grens het een en ander aan waterwerken en kanalisatie uitgevoerd. Ook heeft men indertijd de meeste oevers met keien verstevigd, waardoor de vroegere doorwaadbare plaatsen, glooiende oevers en zandstrandjes zijn verdwenen.
Een recent waterwerk is het retentiegebied in de Meene ten noorden van Gramsbergen dat zo rond 2002 gerealiseerd is. In dit 375 hectare grote gebied kan bij extreem hoge waterstand van de Overijsselse Vecht water worden ingelaten. Zo kan 4,25 miljoen kubieke meter water worden geborgen, zonder dat er veel schade wordt opgelopen in het poldergebied. De plannen hiervoor zijn gemaakt naar aanleiding van de hoge waterstanden in oktober 1998 toen Ommen, Hardenberg en Coevorden gevaar liepen onder te lopen. De stuwen bij De Haandrik staan aan beide zijden van de kruising met de Vecht, die op de foto van rechts naar links loopt.
In het kader van natuurontwikkeling is er in het natuurreservaat de Uilenkamp bij Diffelen weer een meander aangesloten op de Overijsselse Vecht. De bedoeling is dat door nieuwe dynamiek van de rivier het proces van erosie en sedimentatie versterkt zal worden. Dit moet de natuurwaarden van het gebied ten goede komen. Om te voorkomen dat de meander dicht zal slibben is bij de ingang ervan een dam in Overijsselse Vecht gelegd waarvan de kop niet boven water uitsteekt. De combinatie van dam en meander zorgt ervoor dat bij extreem hoogwater de doorstroom van de rivier niet is verminderd.

## Bruggen
Voor een overzicht van alle bruggen over de Overijsselse Vecht in Nederland:

## Recreatie in het Vechtdal
Er zijn diverse recreatieve voorzieningen in het Vechtdal. Naast het landschappelijk schoon is ook een gebouw als Kasteel Rechteren van belang. Het Pieterpad loopt tussen Coevorden en Ommen door het dal van de Overijsselse Vecht. Bij de stuw van Junne kruist het pad de rivier. Het Vechtdalpad loopt van Zwolle tot Gramsbergen en is onderverdeeld in vier etappes. De eerste wandelgids van het Vechtdal stamt uit 1903. De Landelijke Fietsroute LF 16 volgt de Overijsselse Vecht van monding tot de bron.
Bij Dalfsen bevindt zich de Uitkijktoren de Stokte.

## Taal
De streektaal die langs het hele Nederlandse deel van de Overijsselse Vecht gesproken wordt behoort tot de Sallandse variant van het Nedersaksisch. Op kaarten in dialectatlassen kan men zelfs zien dat dialectwoorden langs het Duitse deel van de Overijsselse Vecht vaak meer verwant waren aan het Sallands dan met woorden uit andere streektalen in het graafschap Bentheim. Vermoedelijk is de vroegere betekenis van de Overijsselse Vecht als verkeersader de oorzaak hiervan.